# رسوميات نقطية

الصورة في الركن الأعلى هي صورة نقطية، عند تكبيرها تظهر العنصورات كمربعات، وعند تكبيرها أكثر يمكن تحليل ألوان العنصورات إلى أحمر وأخضر وأزرق

الرسوميات النقطية أو رسوميات الرستر (بالإنجليزية: Raster Graphics)‏ أو الصورة النقطية هي هيكل بيانات من الرسوميات الحاسوبية تمثل مستطيلاً من العنصورات (بالإنجليزية: pixels)‏ أو النقاط اللونية، ويمكن مشاهدتها في شاشة أو على الورق أو أي وسيلة عرض. تخزن الرسوميات النقطية في عدة ملفات الصور بصيغ مختلفة (انظر مقارنة صيغ ملفات الصور).
يناظر كل بت الصورة النقطية بت من الصورة المعروضة على الشاشة، وعادة ما تخزن الصورة النقطية بنفس الصيغة التي تخزن بها في ذاكرة فيديو الشاشة أو وسيلة العرض، وقد تخزن بصيغة غير معتمدة على وسيلة العرض. وتميز الصورة بطولها وعرضها بالعنصورة، وبعدد البتات لكل عنصورة (العمق اللوني الذي يحدد عدد الألوان التي يمكن تمثيلها في الصورة).
في صناعة الطباعة وما قبل النشر، يطلق على الرسوميات النقطية اسم contones (اختصاراً لـ continuous tones) أي الدرجات المتصلة. بينما يطلق على الصور المتجهية اسم line work.
تستخدم الرسوميات النقطية في تمثيل الصور الفوتوغرافية، والصور الرقمية المأخوذة بواسطة الكاميرات الرقمية أو الماسح الضوئي.